# Ali Manaj
Ali Manaj (* 7. November 1937 in Damës, Kreis Tepelena) ist ein ehemaliger albanischer Politiker der Partei der Arbeit Albaniens (PPSh) sowie Schriftsteller.

## Biografie
Nach dem Schulbesuch in Tirana begann er 1958 ein Studium der Philosophie und stieg nach Beendigung des Studiums zum Wissenschaftlichen Direktor des Instituts für Erdöl und Erdgas auf. Zeitweise war er auch Mitglied des Vorstandes des Berufsverbandes (Bashkimeve Profesionale).
Seine politische Laufbahn begann er als Delegierter beim 5. Parteitag der PPSh 1966 sowie als Mitglied des Präsidiums der PPSh im Kreis Berat, ehe er von 1969 bis 1976 Sekretär und schließlich Erster Sekretär der PPSh im Kreis Berat war.
1974 wurde er erstmals zum Abgeordneten der Volksversammlung (Kuvendi Popullor) gewählt und gehörte dieser von der achten bis zum Ende der neunten Wahlperiode 1982 an.
Während dieser Zeit war er vom 11. Februar 1976 bis zum 25. Dezember 1978 nicht nur Präsident der Volksversammlung, sondern zugleich von 1976 bis 1978 auch Erster Sekretär der PPSh im Kreis Gjirokastra.
Später war er als Schriftsteller tätig und veröffentlichte unter anderem die Bücher Në rrjedhat e kohës... Kujtime e mbresa të pashlyera në vite (2005) sowie Lumturia kur bëhesh gjysh (2005).